# Бабино (сельсовет)
Сельсовет Бабино — административно-территориальная единица в составе городского округа города Дзержинска Нижегородской области.
Административный центр — посёлок Бабино.

## Населенные пункты
| № | Населённый пункт | Тип населённого пункта          | Население |
| - | ---------------- | ------------------------------- | --------- |
| 1 | Бабино           | посёлок, административный центр | ↘229      |
| 2 | Игумново         | посёлок                         | 1162      |
| 3 | Колодкино        | посёлок                         | 383       |
| 4 | Петряевка        | посёлок                         | 779       |
| 5 | Юрьевец          | посёлок                         | 359       |